# Caeruleuptychia mare
Caeruleuptychia mare är en fjärilsart som beskrevs av Butler 1869. Caeruleuptychia mare ingår i släktet Caeruleuptychia och familjen praktfjärilar. Inga underarter finns listade i Catalogue of Life.